# Hans Mossin Fleischer
Hans Mossin Fleischer (* 2. Mai 1789 in Bergen; † 17. Juni 1870 in Uummannaq) war ein norwegischer Kaufmann und kommissarischer Inspektor in Grönland.

## Leben

### Frühes Leben
Hans Mossin Fleischer war der Sohn des Propsts Knud Geelmuyden Fleischer (1749–1820) und dessen Frau Christence Jensine Nordahl (1762–1845). Die Familie Fleischer stammt ursprünglich aus Elbląg und war seit dem 17. Jahrhundert in Dänemark, später in Norwegen ansässig. Sein Großvater Johan Sechmann Fleischer (1702–1789) war in den ersten Jahren der Kolonisation in den 1720er Jahren als Proviantverwalter in Grönland tätig gewesen. Dessen Neffe Johan Philip Fleischer (1756–1786) war ab 1782 in Upernavik tätig gewesen und dort wie viele andere Kolonisten an Skorbut gestorben. Dessen Neffe wiederum, also Hans Mossin Fleischers Cousin 2. Grades, Uldrich Friderich Fleischer (1777–1804), wurde 1803 in Uummannaq angestellt. 1804 trat sein Cousin Frederik Diderik Sechmann Fleischer (1783–1849) ebenfalls in die Dienste von Den Kongelige Grønlandske Handel (KGH) und ein anderer Cousin, Christian Frederik Fleischer (1781–1848), wurde 1806 Missionar in Grönland.

### Erste Jahre in Grönland
Kurz vor seinem 18. Geburtstag bewarb er sich um eine Anstellung beim KGH und wurde am 25. April 1807 zum Assistenten ernannt. Er erreichte am 29. Juni die Loge Godhavn in Qeqertarsuaq, wo er als Sekretär von Inspektor Peter Hanning Motzfeldt angestellt wurde. Am 12. September wurde er zudem zum Handelsassistenten ernannt. 1808 wurde er zum Walfängerassistenten in Alluttoq ernannt, musste aber im Sommer als Handelsassistent für den Kolonialverwalter der Kolonie Ritenbenk in Appat, Johan Ritter, dienen. 1807 war der Kanonenbootkrieg ausgebrochen, der sich mit mangelnder Versorgung mehr und mehr auf Grönland auswirkte. Am 4. September 1809 heiratete er in Ilulissat die zweifache Witwe Cathrine Louise Tetzler (1776–1852), die 13 Jahre älter war und bereits drei Kinder aus ihrer zweiten Ehe mit dem Kolonialverwalter Christian Friedrich Hount hatte. 1811 verließ Johan Ritter Grönland und Hans Mossin Fleischer wurde kommissarisch zu seinem Nachfolger ernannt. 1813 wurde Nicolai Julius Rasmussen als neuer Kolonialverwalter eingesetzt und Hans Mossin Fleischer wurde als Walfängerassistent in Qeqertarsuaq angestellt. 1815 verließ Inspektor Peter Hanning Motzfeldt Grönland und setzte Hans Mossins Cousin Frederik Diderik Sechmann Fleischer kommissarisch als seinen Nachfolger ein. Daraufhin wurde er selbst zum Kolonialverwalter in Qeqertarsuaq befördert. Als 1817 Johannes West als neuer Inspektor angestellt wurde, übernahm Frederik Diderik Sechmann Fleischer das Amt des Kolonialverwalters in Qeqertarsuaq, woraufhin Hans Mossin Fleischer als Oberassistent der Loge Kronprinsens Ejlande in Kitsissut angestellt wurde. Dies kam einer Degradierung gleich, aber schon im Folgejahr verließ sein Cousin Grönland aus Frustration über seine eigene Absetzung als Inspektor und Hans Mossin Fleischer erhielt das Amt des Kolonialverwalters in Qeqertarsuaq zurück.

### Als Kolonialverwalter in Uummannaq
Am 11. August 1820 wechselte er wegen der höheren Einnahmen nach Uummannaq. Zu diesem Zeitpunkt war er hoch verschuldet, aber unter ihm stiegen die Einnahmen der Kolonie, sodass er schließlich ein wohlhabender Mann wurde. Am 13. Mai 1839 wurde er zum Packhausverwalter für den färöischen Handel ernannt, aber da er mit seiner Familie Grönland nicht verlassen wollte, schlug er das Amt aus. Hans Mossin Fleischer galt mit seiner Familie als äußerst gastfreundlich und erhielt häufig Besuch aus ganz Nordgrönland. Er galt auch als religiöser Mann und während seiner Amtszeit wurde zu seiner Freude eine neue Kirche in Uummannaq errichtet. 1844 musste sich der kommissarische Inspektor Hans Peter Christian Møller aus gesundheitlichen Gründen beurlauben lassen und reiste nach Europa, wo er im Jahr darauf starb. Hans Mossin Fleischer vertrat ihn, wurde aber 1846 vom ebenfalls kommissarisch eingesetzten Nicolai Zimmer abgelöst.

### Spätes Leben und Nachkommen
Mit der Zeit verschlechterten sich seine Augen so stark, dass er am 1. Juli 1851 als Kolonialverwalter zurücktreten musste. Er blieb allerdings in Uummannaq wohnen. Anderthalb Jahre später starb seine Frau im Alter von 76 Jahren. Im Alter wurde er geistig schwach, bevor er 1870 im Alter von 81 Jahren starb. Er hatte sich 63 Jahre in Grönland aufgehalten, so lange wie noch kein Europäer vor ihm. Neben seinen drei Stiefkindern hatte er drei Söhne mit seiner Frau:
- Ludvig Ferdinand Fleischer (1812–1831), unverheiratet auf See umgekommen
- Knud Geelmuyden Fleischer (1815–1877), verheiratet mit Regine Magdalene Paulussen (1816–1889)
- Johan Sechmann Fleischer (1817–?), verheiratet mit Pauline Kronvald (1830–?)

Über seine beiden jüngeren Söhne ist er neben seinen Verwandten einer der Stammväter der grönländischen Familie Fleischer. Sein zweiter Sohn war der Schwiegervater der Missionare Christian Rasmussen (1846–1918) und Nikolaj Edinger Balle (1839–1900) und damit der Großvater von Knud Rasmussen (1879–1933), Frederik Balle (1871–1939) und Knud Balle (1877–1928).